# ملیندا و ملیندا
مِلیندا و مِلیندا (به انگلیسی: Melinda and Melinda) فیلمی سینمایی محصول سال ۲۰۰۴ میلادی به کارگردانی و نویسندگی وودی آلن است. ویل فرل، جانی لی میلر، رادا میشل، آماندا پیت، جاش برولین و کلویی سونی از بازیگران این فیلم هستند.

## داستان فیلم
چهار نویسنده سر میز شام دربارهٔ این که زندگی اساساً تراژدی است یا کمدی بحث می‌کنند. یکی از آن‌ها داستانی را پیش می‌نهد تا دو نویسنده دیگر که بیشتر بر عقیده خود پافشاری می‌کنند تشخیص دهند داستانی کمدی است یا تراژدی. داستان در مورد زنی است به نام ملیندا که ناگهان بدون دعوت قبلی وارد مهمانی شامی می‌شود که در خانه یکی از دوستان دبیرستانش برقرار است. از این‌جا به بعد دو فیلم موازی با محوریت ملیندا (که هر دو را رادا میشل بازی می‌کند) می‌بینیم که یکی رومنتیک کمدی است و یکی پایان تراژیک دارد. هر یک از دو نویسنده داستان خود را پیش می‌برد و دربارهٔ نحوه ارتباط ملیندا با دوستان سابقش، روابط بین آن‌ها، تلاش ملیندا برای یافتن رابطه‌های جدید داستان سرایی می‌کند.